# Brime de Urz
Brime de Urz ist ein nordwestspanischer Ort und eine Gemeinde (municipio) mit nur noch 99 Einwohnern (Stand: 2024) im Süden der Provinz Zamora in der Autonomen Gemeinschaft Kastilien-León. 

## Lage und Klima
Brime de Urz liegt am westlichen Rand der Kastilischen Hochebene (Meseta Iberica) in einer Höhe von ca. 715 m. Am Südwestrand der Gemeinde führt die Autovía A-52 entlang. Die Provinzhauptstadt Zamora ist gut 61 Kilometer (Fahrtstrecke) in südsüdöstlicher Richtung entfernt. 
Das gemäßigte Kontinentalklima wird nur selten vom Atlantik beeinflusst.

## Bevölkerungsentwicklung
| Jahr      | 1970 | 1981 | 1991 | 2001 | 2011 | 2021 |
| Einwohner | 278  | 218  | 194  | 149  | 128  | 98   |

## Sehenswürdigkeiten

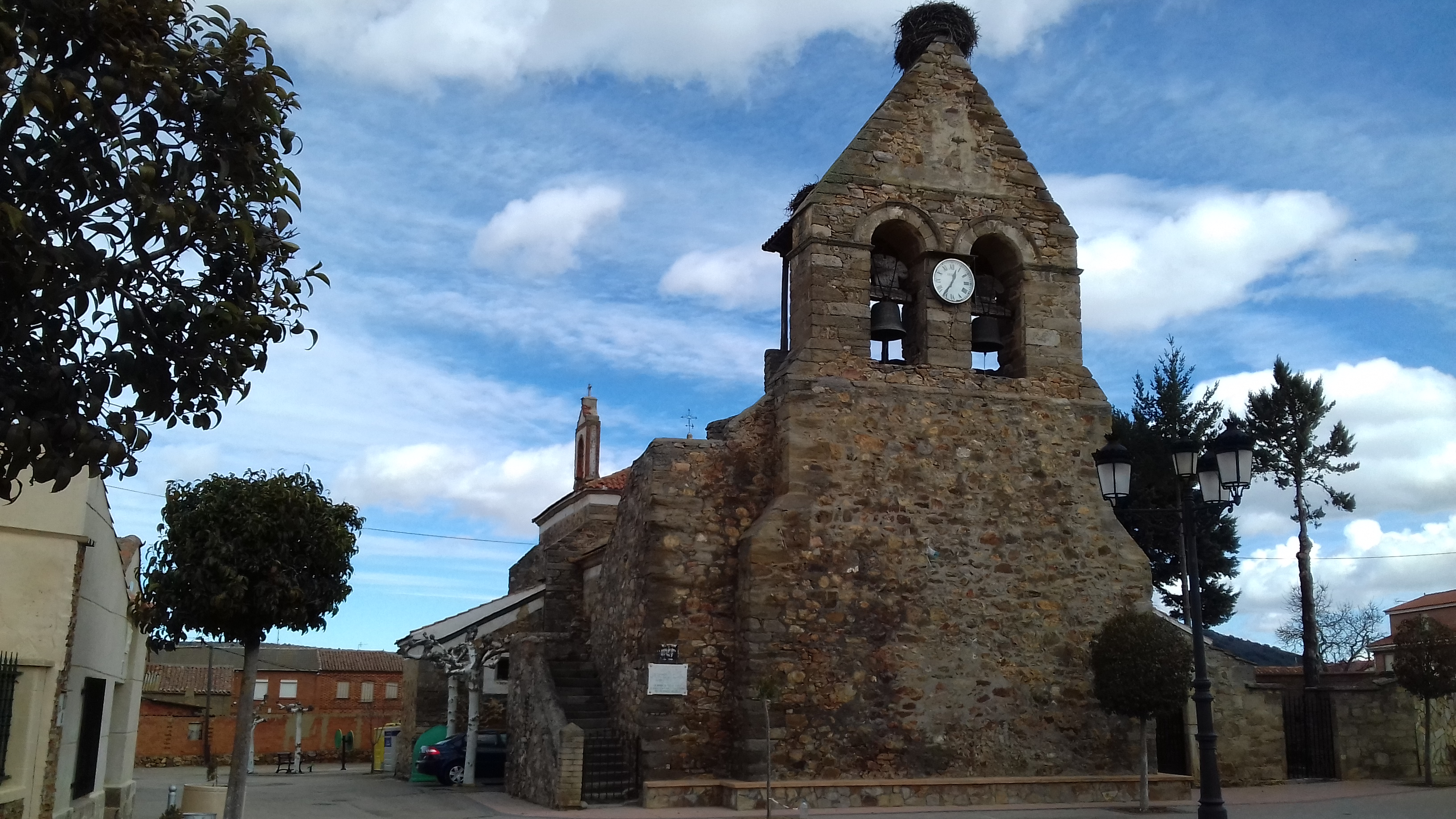
Stephanuskirche
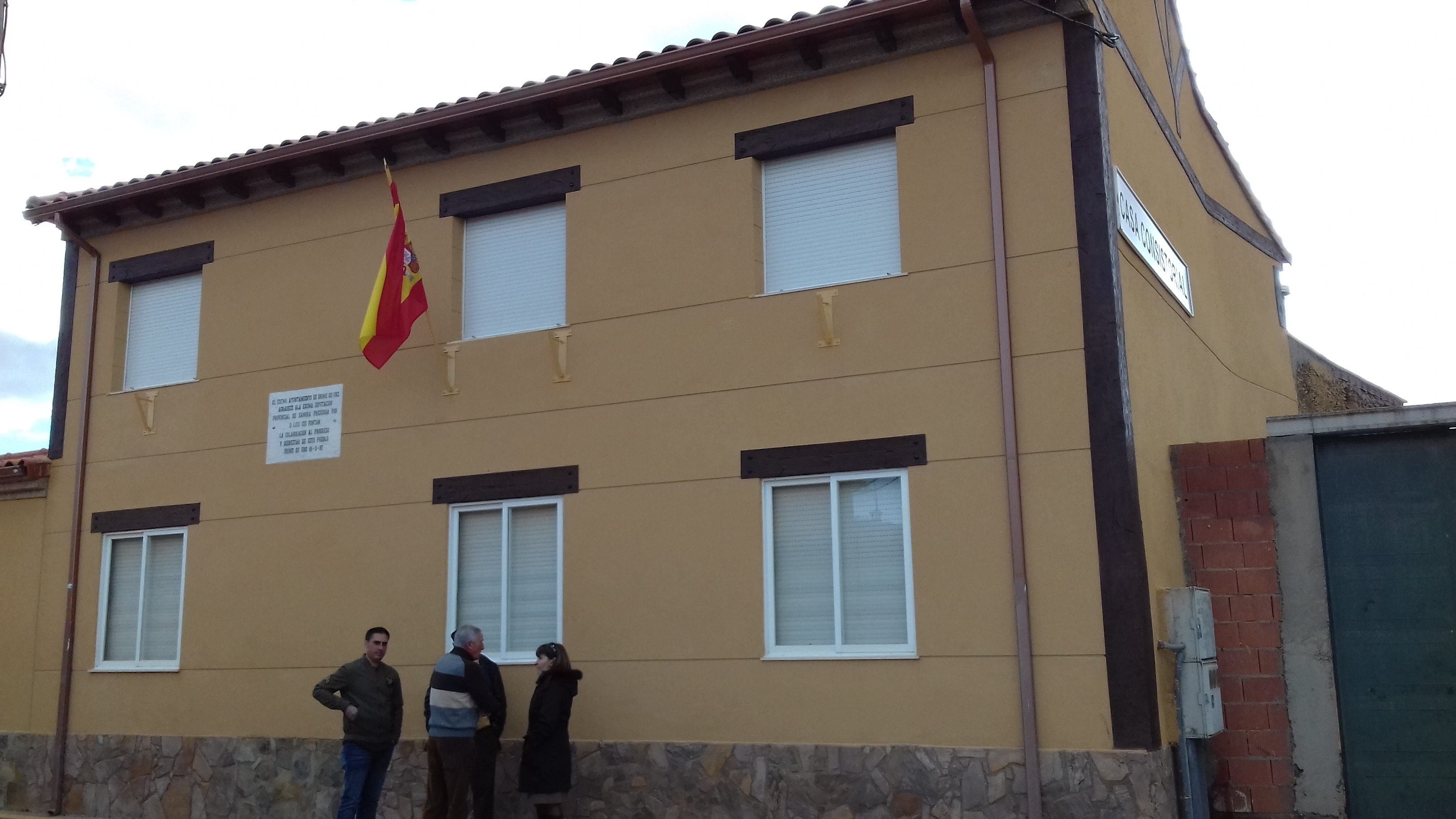
Rathaus

- Stephanuskirche
- Rathaus